# Бенабиб, Джемиля
Джемиля Бенабиб (фр. Djemila Benhabib; род. в 1972 г.) — франкоканадский политический и литературный деятель, противник мусульманского фундаментализма. Являясь активным членом Квебекской партии, Джемиля Бенабиб поддерживает независимость Квебека от Канады. Во время парламентских выборов в провинции Квебек 2012 года, она была одним из главных соратников Полин Маруа. Проживает в городе Гатино, Квебек. 16 июня 2019 года, в день принятия закона о запрете религиозной символики в Квебеке, Бенабиб объявила о своем переезде в Бельгию, чтобы присоединиться к Центру движения за секуляризацию, где она будет работать над объединением светских мусульман Европы и мира.

## Биография
Джемиля родилась в 1972 г. на территории УССР. Её отец — алжирец, мать — греко-киприотка.

## Литературная деятельность
В 2009 году Джемиля стала финалисткой Литературной премии генерал-губернатора Канады за её книгу «Моя жизнь против Корана: исповедь женщины об исламистах» (Ma vie à contre-Coran: une femme témoigne sur les islamistes). Позднее вышла её вторая книга «Солдаты Аллаха атакуют Запад» (Les soldats d’Allah à l’assaut de l’Occident). Третья и четвертая книги писательницы Des femmes au printemps (2012) и L’automne des femmes arabes (2013) рассказывают об арабских революциях в Тунисе и Египте с точки зрения женщин. Пятая книга Бенабиб Après Charlie, Laïques de tous les pays, mobilisez-vous! вышла в 2016 году.

## Выборы 2012 года
Во время парламентских выборов 2012 года в Квебеке Джемиля, как кандидат от Квебекской партии, баллотировалась на избирательном участке в округе Труа-Ривьер, но она не смогла сместить действующего главу местного правительства, члена Либеральной партии, Даниеля Сен-Аман, хотя и вплотную подошла к его результату. Тем не менее, в масштабе всей провинции Квебек, победу одержала Квебекская партия.